# Northern Arizona Suns
O Northern Arizona Suns é um clube de basquetebol profissional estadunidense sediado em Prescott Valley, Arizona. É afiliado ao Phoenix Suns. Eles jogam na Conferência Oeste na NBA Development League (NBA D-League), uma liga pra jogadores em desenvolvimento para subir à National Basketball Association (NBA).

## História
Foi fundado em 2016.